# Radiophysics and Quantum Electronics
Radiophysics and Quantum Electronics is een internationaal, aan collegiale toetsing onderworpen wetenschappelijk tijdschrift op het gebied van de natuurkunde.